# Abdurrahmanköy, Karayazı
Abdurrahmanköy là một xã thuộc huyện Karayazı, tỉnh Erzurum, Thổ Nhĩ Kỳ. Dân số thời điểm năm 2011 là 378 người.